# Græsted Kro
Græsted Kro kan dateres tilbage til 1864 krigen, da en såret soldat mødte kongen, og hans højeste ønske var en kro i hans hjemstavn Græsted.
Kroen har haft mange ejere siden den gang, og fået flere tilbygninger.
Græsted Revyen har kørt i mange år, på nær et par få år omkring 2010.